# Gegolfde beekkever
De gegolfde beekkever (Agabus undulatus) is een keversoort uit de familie waterroofkevers (Dytiscidae). De wetenschappelijke naam van de soort is voor het eerst geldig gepubliceerd in 1776 door Schrank.